# Алондра
Алондра (шп. Alondra) мексичка је теленовела, продукцијске куће Телевиса, снимана 1995.
У Србији је приказивана 1999. на Трећем каналу Радио-телевизије Србије.

## Синопсис
После смрти Алондрине мајке, њен отац Балдомеро, тужан и усамљен, одлучује да доведе своју сестру Лорето и њено двоје деце да живе са њима. Нада се да ће Лорето Алондри заменити мајку, али испоставља се супротно – она мрзи његову кћерку. Године пролазе, Алондра израста у прелепу девојку, али њена борба са Лоретом се наставља. Балдомеро све више времена проводи са љубавницом Кармелином, не марећи за то шта се дешава у кући. Алондра упознаје Бруна и заљубљује се у њега, али убрзо сазнаје да је он ожењен, да има двоје деце, као и да јој се отац жени по други пут. Разочарана, креће у главни град у потрази за бољим животом, каријером и љубављу…

## Улоге
| Глумац:                | Улога:                           |
| ---------------------- | -------------------------------- |
| Ана Колчеро            | Алондра Дијаз Реал               |
| Ернесто Лагвардија     | Карлос Тамез                     |
| Гонсало Вега           | Бруно Лебланк                    |
| Ерик дел Кастиљо       | Балдомеро Дијаз                  |
| Беатриз Шеридан        | Лорето Дијаз де Ескобар          |
| Марга Лопез            | Летисија Дел Боске               |
| Вероника Мерчант       | Марија Елиса Ескобар             |
| Хуан Мануел Бернал     | Ригоберто Ескобар                |
| Фернандо Колунга       | Раул Гутијерез                   |
| Оливија Бусио          | Кармелина де Дијаз               |
| Хорхе Мартинез де Ојос | Алфредито                        |
| Беатриз Агире          | Росита                           |
| Кати Барбери           | Ребека Монтес де Ока             |
| Ектор Гомез            | Отац Хервасио                    |
| Ампаро Арозамена       | Мати                             |
| Ема де ла Пара         | Кристина Лебланк                 |
| Густаво Ганем          | Рамиро                           |
| Силвија Марискал       | Мерседес                         |
| Хоел Нуњез             | Ерман                            |
| Бланка Торес           | Барбарита                        |
| Кета Караско           | Росарио                          |
| Дина де Марко          | Трини Гомез                      |
| Ернесто Годој          | Роберто Уртадо                   |
| Кета Лават             | Консепсион Уртадо                |
| Хусто Мартинез         | Хорхе                            |
| Аурора Молина          | Рита                             |
| Моника Санћез          | Енрикета                         |
| Гиљермо Мурај          | Адвокат Пелегрин                 |
| Бертин Осборне         | Капетан Клосц                    |
| Анхелина Пелаез        | Либрада                          |
| Тина Ромеро            | Сесилија                         |
| Маурисио Ачар          | Хавијер Лебланк                  |
| Анаи Пуенте            | Маргарита Лебланк                |
| Омар Гутијерез         | Хесус                            |
| Ирене Арсила           | Ховита                           |
| Нерина Ферер           | Глорија                          |
| Серхио Клајнер         | Гонзало                          |
| Алехандро Виљели       | Хасинто                          |
| Роксана Рамос          | Тита                             |
| Габријела Мурај        | Тета                             |
| Каталина Лопез         | Тота                             |
| Дијана Брачо           | Алондра (глас)                   |
| Јулијана Пениче        | Алондра (девојчица)              |
| Берта Мос              | Софија                           |
| Жаклин Андере          | Вероника Реал де Диаз            |
| Консуело Дувал         | Бланка                           |
| Дулсе Марија           | Марија Елиса Ескобар (девојчица) |
| Исак Едид              | Ригоберто Ескобар (дечак)        |
| Лурдес Дешампс         | Селија                           |